# Scheuer & Strüver
Die Scheuer & Strüver GmbH war ein Hamburger Versandhandelsunternehmen. Zum Unternehmen gehörte auch der Hersteller von Kartonmodellbaubögen Hamburger Modellbaubogen Verlag.
Das Unternehmen mit 25 Festangestellten war der größte europäische und weltweit zweitgrößte Modellbauversandhändler mit rund 50.000 verschiedenen Produkten im Sortiment und siebenstelligen Jahresumsätzen. Der im allgemeinen Buchhandel vertriebene und daher in Deutschland weitverbreitete jährliche Katalog galt als ein Spiegel des gesamten Marktangebotes im Modellbaubereich. Der Vertrieb erfolgte unter dem Namen „Moduni“.

## Geschichte
Das Unternehmen wurde 1993 von den Verlagskaufleuten Liane Strüver (* 1972) und Benjamin Scheuer (* 1970) gegründet. Angeregt durch einen französischen Modellbaubogen des Verlages L’Instant Durable begannen die beiden mit einem Kredit von 25.000 Deutsche Mark mit dem Aufbau eines Versandhandelsunternehmens für Kartonmodellbaubogen. Der erste Katalog mit über 1000 verschiedenen Modellbaubogen erschien im gleichen Jahr. Der im folgenden Jahr erscheinende Katalog bot Abbildungen von allen angebotenen Artikeln. 1998 wird das Unternehmen in eine GmbH umgewandelt. Seit 1999 wurde der Katalog komplett in Farbe gedruckt. Kontinuierlich erfolgte eine Ausweitung des Angebotes in der Breite und der Tiefe. So kamen 2001 Plastik- und Holzmodelle sowie Bücher, 2003 Modellfiguren, 2006 Modellbahnzubehör und Fertigmodelle dazu. Der 2000 eingerichtete Online-Shop firmierte seit 2002 unter moduni. Seit 2008 besaß das Unternehmen eine Niederlassung in Paris. Im Oktober 2009 musste das Unternehmen Insolvenz anmelden. Im Rahmen des Insolvenzverfahrens erwarb die frühere Scheuer&Strüver-Beschäftigte Ulrike Fentens den Modellbaubogenverlag. Die Bestände aus dem Versandhandel moduni übernahm Klaus Kiunke aus Flörsheim am Main, Inhaber von Model Car World.

## Hamburger Modellbaubogen Verlag
Der Hamburger Modellbaubogen Verlag (HMV) wurde 1995 gegründet. Seit Beginn bildeten Schiffsmodelle den Hauptteil des Verlagsangebotes. Dabei wurde der Schwerpunkt auf hochdetaillierte Modelle mit hohem Schwierigkeitsgrad gelegt. Bei der Modellauswahl wählte man vielfach Modelle, die bisher noch gar nicht oder noch nicht von einem deutschen Verlag realisiert wurden. Neben den im Handel erhältlichen Modellen fertigt der Verlag auch Modellbaubogen im Auftrag von Unternehmen und Vereinen an.
1999 erhielt der Verlag für die Linie der Kartonmodellschiffe von der Zeitschrift ModellFan die Auszeichnung „Modell des Jahres“. Das Modell des Schlachtschiffes Bismarck im Maßstab 1:250 mit 7077 Teilen setzte 2000 neue Maßstäbe und wurde ebenfalls zum Modell des Jahres gekürt.

## Aktivitäten
Bedeutung und allgemeine Anerkennung hatte das Unternehmen durch die Förderung des Modellbau-Hobbys insgesamt erlangt, insbesondere hinsichtlich der Wiederbelebung des Kartonmodellbaus. So unterstützen die beiden auch den Arbeitskreis Geschichte des Modellbaus (AGK) e. V., der sich der Dokumentation und wissenschaftlichen Aufarbeitung des Kartonmodellbaus verschrieben hat.